# НХЛ у сезоні 1951—1952
НХЛ у сезоні 1951/1952 — 35-й регулярний чемпіонат НХЛ. Сезон стартував 11 жовтня 1951. Закінчився фінальним матчем Кубка Стенлі 15 квітня 1952 між Детройт Ред-Вінгс та Монреаль Канадієнс перемогою «червоних крил» 3:0 в матчі та 4:0 в серії. Це п'ята перемога в Кубку Стенлі Детройта.

## Матч усіх зірок НХЛ
5-й матч усіх зірок НХЛ пройшов 9 жовтня 1951 року в Торонто: Перша команда зірок — Друга команда зірок 2:2 (1:0, 1:1, 0:1).

## Підсумкова турнірна таблиця
| # | Команда            | І  | В  | П  | Н  | ШЗ  | ШП  | Очки |
| - | ------------------ | -- | -- | -- | -- | --- | --- | ---- |
| 1 | Детройт Ред-Вінгс  | 70 | 44 | 14 | 12 | 215 | 133 | 100  |
| 2 | Монреаль Канадієнс | 70 | 34 | 26 | 10 | 195 | 164 | 78   |
| 3 | Торонто Мейпл-Ліфс | 70 | 29 | 25 | 16 | 168 | 157 | 74   |
| 4 | Бостон Брюїнс      | 70 | 25 | 29 | 16 | 162 | 176 | 66   |
| 5 | Нью-Йорк Рейнджерс | 70 | 23 | 34 | 13 | 192 | 219 | 59   |
| 6 | Чикаго Блек Гокс   | 70 | 17 | 44 | 9  | 158 | 241 | 43   |

## Найкращі бомбардири
| Гравець     | Команда            | І  | Г  | П  | О  | ШХ  |
| ----------- | ------------------ | -- | -- | -- | -- | --- |
| Горді Хоу   | Детройт Ред-Вінгс  | 70 | 47 | 39 | 86 | 78  |
| Тед Ліндсей | Детройт Ред-Вінгс  | 70 | 30 | 39 | 69 | 123 |
| Елмер Лак   | Монреаль Канадієнс | 70 | 15 | 50 | 65 | 36  |
| Дон Релей   | Нью-Йорк Рейнджерс | 70 | 19 | 42 | 61 | 14  |
| Сід Сміт    | Торонто Мейпл-Ліфс | 70 | 27 | 30 | 57 | 6   |

## Плей-оф

### Півфінали
| - 25 березня. Торонто - Детройт 0:3 - 27 березня. Торонто - Детройт 0:1 - 29 березня. Детройт - Торонто 6:2 - 5 квітня. Детройт - Торонто 3:1 Серія: Детройт - Торонто 4-0 | - 24 березня. Бостон - Монреаль 1:5 - 26 березня. Бостон - Монреаль 0:4 - 29 березня. Монреаль - Бостон 1:4 - 31 березня. Монреаль - Бостон 2:3 - 2 квітня. Бостон - Монреаль 1:0 - 4 квітня. Монреаль - Бостон 3:2 ОТ - 7 квітня. Бостон - Монреаль 1:3 Серія: Монреаль - Бостон 4-3 |

### Фінал
- 10 квітня. Детройт - Монреаль 3:1
- 12 квітня. Детройт - Монреаль 2:1
- 13 квітня. Монреаль - Детройт 0:3
- 15 квітня. Монреаль - Детройт 0:3

Серія: Монреаль - Детройт 0-4
Найкращі бомбардири плей-оф
| Гравець       | Клуб     | І  | Г | П | О |
| ------------- | -------- | -- | - | - | - |
| Тед Ліндсей   | Детройт  | 8  | 5 | 2 | 7 |
| Флойд Каррі   | Монреаль | 11 | 4 | 3 | 7 |
| Матро Пристай | Детройт  | 8  | 2 | 5 | 7 |
| Горді Хоу     | Детройт  | 8  | 2 | 5 | 7 |

## Призи та нагороди сезону
| Нагороди                 | Гравець        | Команда            |
| ------------------------ | -------------- | ------------------ |
| Пам'ятний трофей Колдера | Берні Жоффріон | Монреаль Канадієнс |
| Трофей Арта Росса        | Горді Хоу      | Детройт Ред-Вінгс  |
| Пам'ятний трофей Гарта   | Горді Хоу      | Детройт Ред-Вінгс  |
| Приз Леді Бінг           | Сід Сміт       | Торонто Мейпл-Ліфс |
| Трофей Везини            | Террі Савчук   | Детройт Ред-Вінгс  |

| Нагорода               | Клуб              |
| ---------------------- | ----------------- |
| Приз принца Уельського | Детройт Ред-Вінгс |
| Кубок Стенлі           | Детройт Ред-Вінгс |

## Команда всіх зірок
| Перша команда                   | Позиція              | Друга команда                     |
| ------------------------------- | -------------------- | --------------------------------- |
| Террі Савчук, Детройт Ред-Вінгс | Воротар              | Джим Генрі, Бостон Брюїнс         |
| Ред Келлі, Детройт Ред-Вінгс    | Захисник             | Гай Буллер, Нью-Йорк Рейнджерс    |
| Дуг Гарві, Монреаль Канадієнс   | Захисник             | Джиммі Томсон, Торонто Мейпл-Ліфс |
| Елмер Лак, Монреаль Канадієнс   | Центральний нападник | Мілт Шмідт, Бостон Брюїнс         |
| Горді Хоу, Детройт Ред-Вінгс    | Правий нападник      | Моріс Рішар, Монреаль Канадієнс   |
| Тед Ліндсей, Детройт Ред-Вінгс  | Лівий нападник       | Сід Сміт, Торонто Мейпл-Ліфс      |